# Bundesstraße 321
Die Bundesstraße 321 (Abkürzung: B 321) liegt überwiegend in Mecklenburg-Vorpommern und mit einem etwa 270 Meter langen Abschnitt in Brandenburg. Sie zweigt in Pritzier von der B 5 ab, führt zunächst in nordöstlicher Richtung nach Schwerin. Dort schwenkt der Lauf grob in südöstliche Richtung  ein. Anschließend führt sie den Verkehr in Richtung der Landesgrenze zu Brandenburg zur A 24 bei der Anschlussstelle Suckow (Nr. 16). Die B 321 hat eine Gesamtlänge von 98 Kilometern.
Städte entlang der Bundesstraße 321 sind:
- Hagenow
- Schwerin
- Crivitz
- Parchim

## Geschichte
Die Landstraße zwischen Schwerin und Parchim wurde 1858–1859 als Chaussee erbaut. Zehn Jahre später (1868–1871) wurde diese Straße bis in die brandenburgische Stadt Putlitz verlängert.
Die Reichsstraße 321 wurde um 1938 eingerichtet und führte ursprünglich nur von Pritzier bis Schwerin. Seit den 1960er Jahren führte die nunmehr Fernverkehrsstraße 321 genannte Straße von Schwerin nach Pritzwalk, der Abschnitt südwestlich Schwerins war herabgestuft worden. Erst seit der Wiedervereinigung umfasst die jetzige Bundesstraße 321 beide Streckenabschnitte.
Der Abschnitt zwischen dem Anschluss Suckow an der A 24 über Putlitz nach Pritzwalk wurde im Jahre 2005 zur L 111 umgewidmet.